# 보이지 않는 교회
보이지 않는 교회 또는 무형교회는 교회의 비가시적인 측면을 가리키는 기독교의 신학 용어이다. 반대로 가시적인 측면은 유형교회라고 한다. 이 개념은 로마 가톨릭교회의 교부 아우구스티누스가 이단 도나투스파를 반박할 때 처음 제안하였다.

## 개요
- 기독교 교리에 따르면 지상에서 살고 있는 신자들 뿐만 아니라 이미 죽어서 영혼이 천국에 가 있는 신자들, 그리고 아직 태어나지 않은 신자들 모두가 예수 그리스도 안에서 하나의 몸을 이루고 있다; 바로 이런 것이 보편적 교회의 보이지 않는 속성이다. 이 외에도 보편적 교회에는 다른 보이지 않는 속성들이 있는데, 이러한 속성을 집어서 교회를 서술 할 때 "보이지 않는 교회"라는 용어를 사용한다.
- 이러한 "보이지 않는 교회"의 개념은 아우구스티누스 이후 신학적으로 정체되어 있다가 종교개혁 이후로 보이는 교회인 로마 가톨릭교회와 차별화하기 위한 논리로 전용되기 시작했다.[2] 그 당시, 지금도 그렇지만, 로마 가톨릭교회는 교황이 지상에 있는 교회 즉, 보이는 교회의 수장이라고 주장했다. 그러나 개혁주의는 보이는 교회와 보이지 않는 교회는 하나의 보편적 교회의 두 가지 구별되는 속성이기 때문에, 예수 그리스도가 보이지 않는 교회를 직접 통치하듯이 보이는 교회 역시도 대리자 없이 오직 성령을 통해 직접 통치한다고 주장한다.

## 두 가지 이론
- 교회론에서 보이지 않는 교회와 보이는 교회를 서로 다른 집합으로 인식하는 학자들이 있는가 하면 같은 집합으로 보는 시각이 있다.

1. 보이는 교회와 보이지 않는 교회를 구별하는 시각에서는 보이는 교회를 지상에 있는 제도적인 교회로 이해한다. 그러므로 보이지 않는 교회는 오로지 구원 받은 신자들로만 구성되어 있지만, 보이는 교회에는 구원 받지 못한 사람들도 들어와 있다고 본다. 루터교에서 발생한 피에티즘(Pietism)이 '경우 교회 안의 작은 교회'(Ecclesiolae in ecclesia, little churches within the church)로 이러한 생각이 확대되었다.
2. 위에서 서술했듯이 보이는 교회와 보이지 않는 교회를 구별하려는 시각에서는 보이는 교회의 구성원이 누구인가를 판별하려는데 중점을 둔다. 그러나 보이는 교회와 보이지 않는 교회를 하나의 보편적 교회의 두 가지 다른 속성으로 이해하는 시각에서는 보이는 교회를, 그 구성원이 누구냐로써 규정하는 것이 아니라, 보이지 않는 교회가 이 땅에서 나타내 보이는 실증으로서 파악하려고 한다. 이에 대해 윌리암슨(G. I. Williamson)은 다음과 같이 말한다:[3]

우리가 참된 교회를 볼 수 있게 되는 것은 그 구성원의 파악이 아니라 그 현존을 파악함으로써라고 말할 수 있다. 그리스도의 참된 교회(택정함을 입은 사람들로 구성된 그의 몸)는 그 스스로를 나타내는데, 누가 그 택정함을 입었느냐를 알리는 방식이 아니라, 참된 신자들이 (위선자들과 섞여 있는 가운데서도) 하는 행사를 통해서이다. 그들은 참된 종교를 고백하고, 말씀에 대한 신실함을 유지하며, 성례전과 권징을 시행하는데, 이러한 것들은 참된 보이는 교회에 요구되는 일이다. 택함 받은 백성들이 행하는 이러한 일들이 나타남으로 그리스도의 몸은 명백해지는 것이다.

## 같이 보기
- 아우구스티누스
- 보편적 교회
- 종교개혁
- 로마가톨릭주의
- 기독교권
- 교회의 네 가지 속성
- 만인 제사장
- 급진 종교개혁
- 라미드 우프닉스